# Lac de Chaumeçon
Le lac de Chaumeçon est un lac artificiel situé sur le Chalaux. Il se trouve en France, département de la Nièvre, dans le parc naturel régional du Morvan.

## Géographie
Le lac s'étend sur une surface de 135 ha et sa retenue, d'une capacité maximale de 19 millions de mètres cubes, alimente une usine hydro-électrique.
Tout comme ses voisins, les lacs de Pannecière et du Crescent, le barrage de Chaumeçon permet de réguler indirectement les eaux de l'Yonne et de la Seine pour éviter les crues dans la capitale.

## Histoire
Il a été construit entre 1931 et 1933.

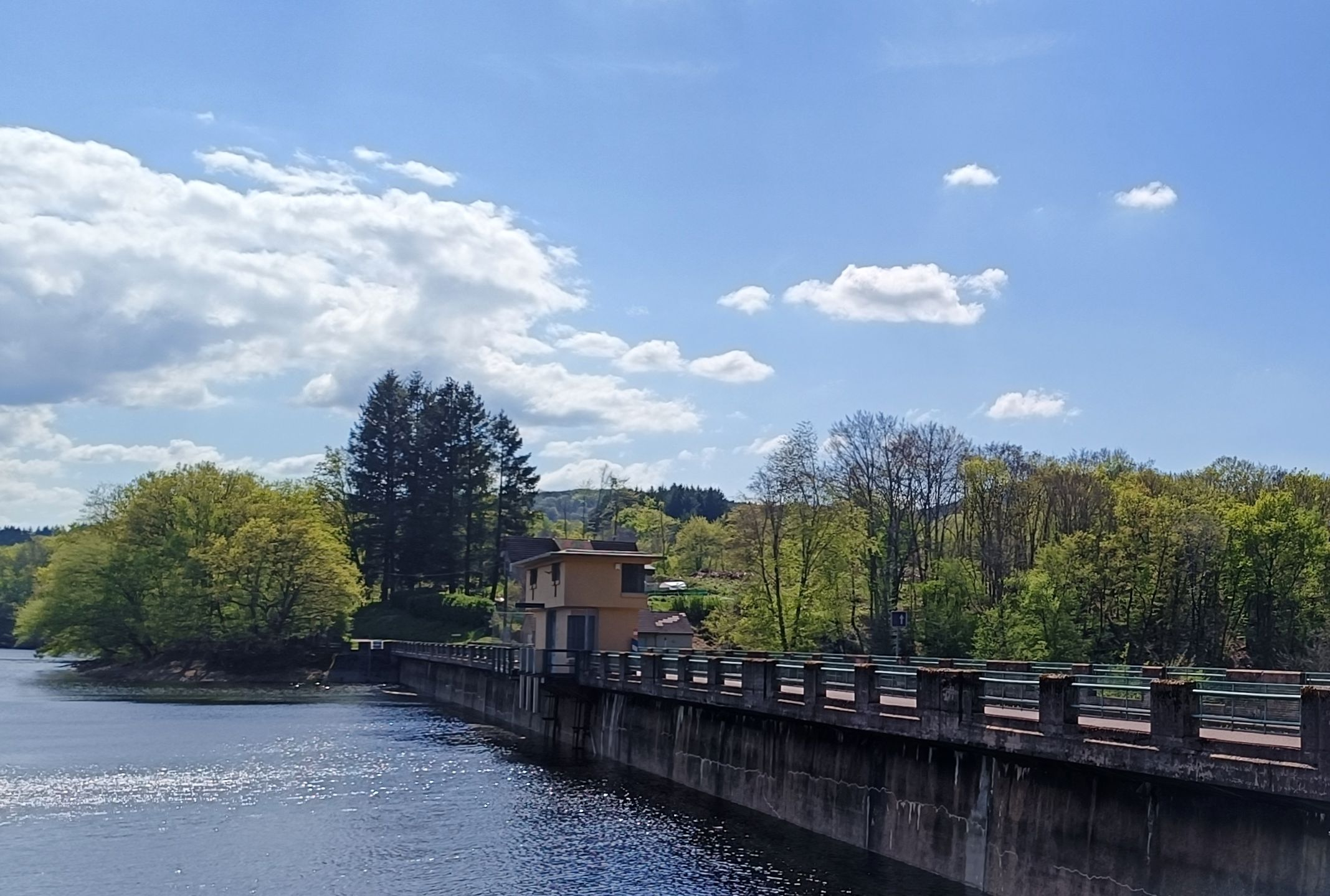
Barrage de Chaumeçon côté lac
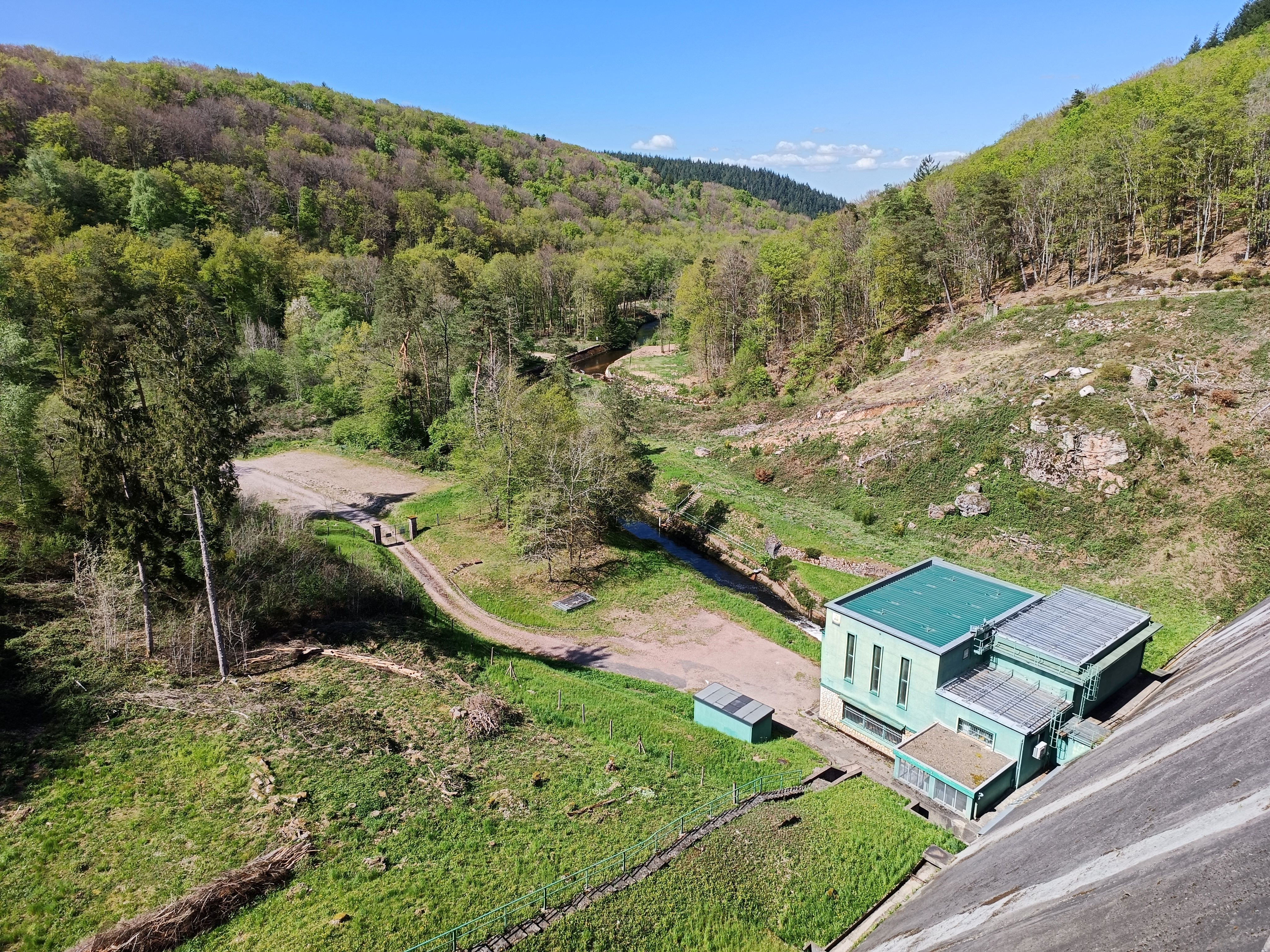
La turbine EDF au pied du barrage
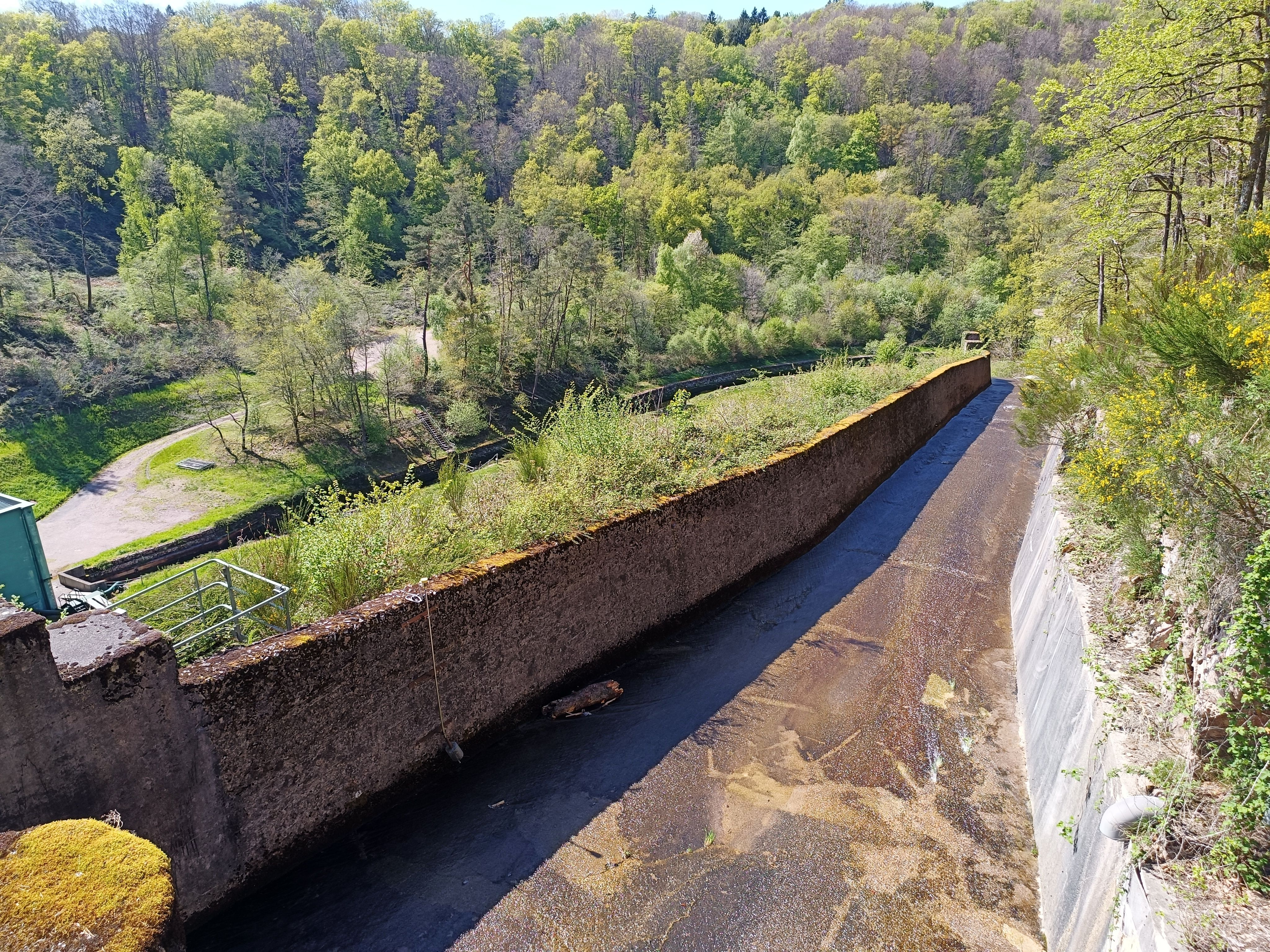
Le déversoir du barrage

## Évolution du volume du réservoir
Les eaux y sont stockées durant les mois d'octobre à juin afin d'éviter indirectement des crues de la Seine. Elles sont ensuite libérées entre juillet et septembre.
| année / mois                                         | jan.        | fév.        | mar.        | avr.        | mai.        | jui.        | jui.        | aoû.       | sep.       | oct.        | nov.        | déc.        |
| ---------------------------------------------------- | ----------- | ----------- | ----------- | ----------- | ----------- | ----------- | ----------- | ---------- | ---------- | ----------- | ----------- | ----------- |
| 2006 (en millions de m³) (% de la capacité maximale) | 7,96 (42%)  | 15,00 (79%) | 17,30 (91%) | 17,20 (91%) | 18,10 (95%) | 18,00 (95%) | 14,39 (76%) | 9,40 (49%) | 1,55 (8%)  | 2,88 (15%)  | 7,18 (38%)  | 9,32 (49%)  |
| 2007 (en millions de m³) (% de la capacité maximale) | 9,72 (51%)  | 14,10 (74%) | 16,30 (86%) | 17,50 (92%) | 18,00 (95%) | 17,80 (94%) | 15,95 (84%) | 7,90 (42%) | 1,72 (9%)  | 2,45 (13%)  | 5,17 (27%)  | 10,20 (54%) |
| 2008 (en millions de m³) (% de la capacité maximale) | 11,20 (59%) | 13,10 (69%) | 17,80 (94%) | 17,20 (91%) | 17,80 (94%) | 17,70 (93%) | 15,60 (82%) | 8,48 (45%) | 9,34 (49%) | 11,90 (63%) | 11,90 (63%) |             |

## Activités
Possibilité de location de kayak de tourisme sit on top et paddles, à proximité du barrage de Chaumeçon.

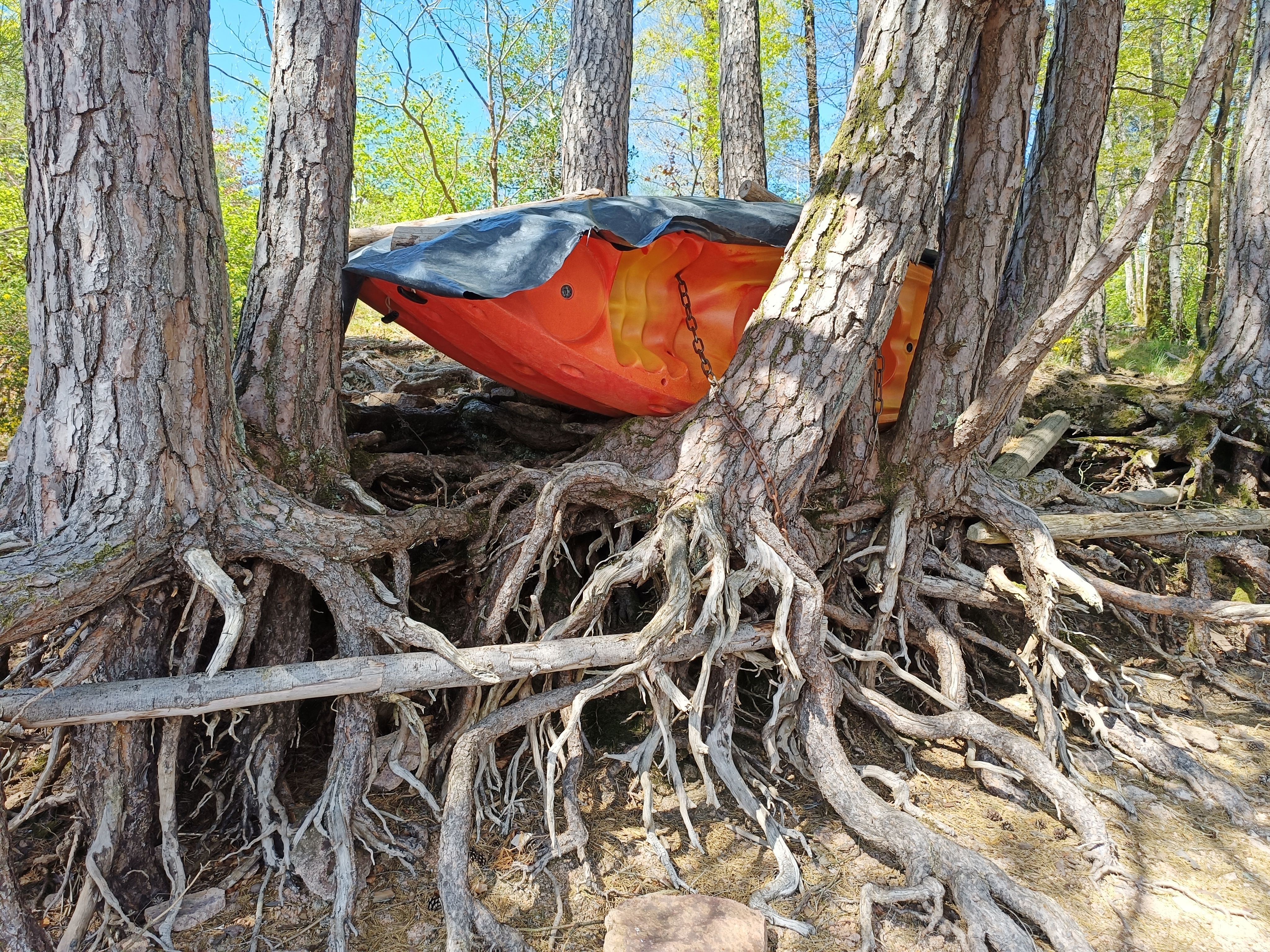
Bateau dans les racines de pins près des rives du lac

Angie kayak.
Il est possible d'y pêcher et de s'y baigner à plus de 500 m du barrage.